# San Pietro (San Pietro-Vertoiba)
San Pietro o San Pietro di Gorizia (in sloveno Šempeter pri Gorici, già Št Peter; in friulano S. Pieri di Gurize; in tedesco Sankt Peter o Sankt Peter bei Görz, desueti) è un insediamento (naselje) del comune sloveno di San Pietro-Vertoiba.
La località è situata nella parte occidentale della Valle del Vipacco nell'immediata periferia est di Gorizia, da cui dista soli 550 m, ed è sede del municipio del comune di San Pietro-Vertoiba. Essa inoltre comprende gli agglomerati di Bazara, Kemperlišče e Šober. La località è stata teatro di aspri scontri fra italiani ed austriaci durante la prima guerra mondiale. La chiesa parrocchiale è dedicata a san Pietro e la sua costruzione iniziò nel 1425.

## Geografia fisica

### Alture principali
Monte San Marco (Markov hrib), 227 m; Široki hrib, 108 m.

### Corsi d'acqua
Torrente Vertoibizza (Vrtojbica)

## Storia
Durante il periodo romano l'insediamento fu noto come Torgium. Dopo la caduta dell'Impero romano d'Occidente, e la parentesi del Regno ostrogoto, a seguito della Guerra gotica (553) promossa dall'imperatore Giustiniano I il suo territorio entrò a far parte dei domini bizantini. Dopo la calata, nel 568, attraverso la Valle del Vipacco nell'Italia settentrionale dei Longobardi, seguiti poi da popolazioni slave, entrò a far parte del Ducato del Friuli.
In seguito alla caduta del regno longobardo e alla sua inclusione nei domini Franchi da parte di Carlo Magno, nel 781 entrò nel Regnum Italiae affidato da Carlo al figlio Pipino; nell'803 venne istituita la Marchia Austriae et Italiae che comprendeva il Friuli, la Carinzia, la Carniola e l'Istria. Alla morte di Pipino nell'810, il territorio passò in mano al figlio Bernardo. Con la morte di Carlo Magno nell'814, la carica imperiale passò a Ludovico I che affidò il Regno d'Italia al suo primogenito Lotario, il quale già nell'828 (dopo aver deposto Baldrico per non aver saputo difendere le frontiere orientali dagli Slavi) divise la parte orientale del Regno, ossia la Marca Orientale (o del Friuli), in quattro contee: Verona, Friuli, Carniola e Istria (comprendente il Carso e parte della Carniola interna).
In seguito al Trattato di Verdun, nell'843, il suo territorio entrò a far parte della Lotaringia in mano a Lotario I e più specificatamente dall'846 della Marca del Friuli divenuta nel 951 Marca di Verona e Friuli; dopo un'iniziale sottomissione al Ducato di Baviera dal 952, nel 976 passò al Ducato di Carinzia appena costituito dall'imperatore Ottone II.
Nel 1077 passò al Principato ecclesiastico di Aquileia e poi ai Conti di Gorizia, in quanto advocati del patriarca, che acquisirono gradualmente una larga parte di tali territori, frazionati in feudi minori fra i loro ministeriali, i veri e propri strumenti di governo comitale sul Carso e la vicina Istria.
La sua prima menzione come de sancto Petro risale al 1200. Nel medioevo acquisì inoltre l'aggettivo di prope Goritiam (presso Gorizia). Nel 1500 passò alla Casa d’Asburgo; dal 1512 la Contea di Gorizia entrò nel quindi nel Circolo austriaco del Sacro Romano Impero, per poi far parte, dal 1754, della Contea di Gorizia e Gradisca. Con il trattato di Schönbrunn (1809) entrò a far parte delle Province Illiriche.

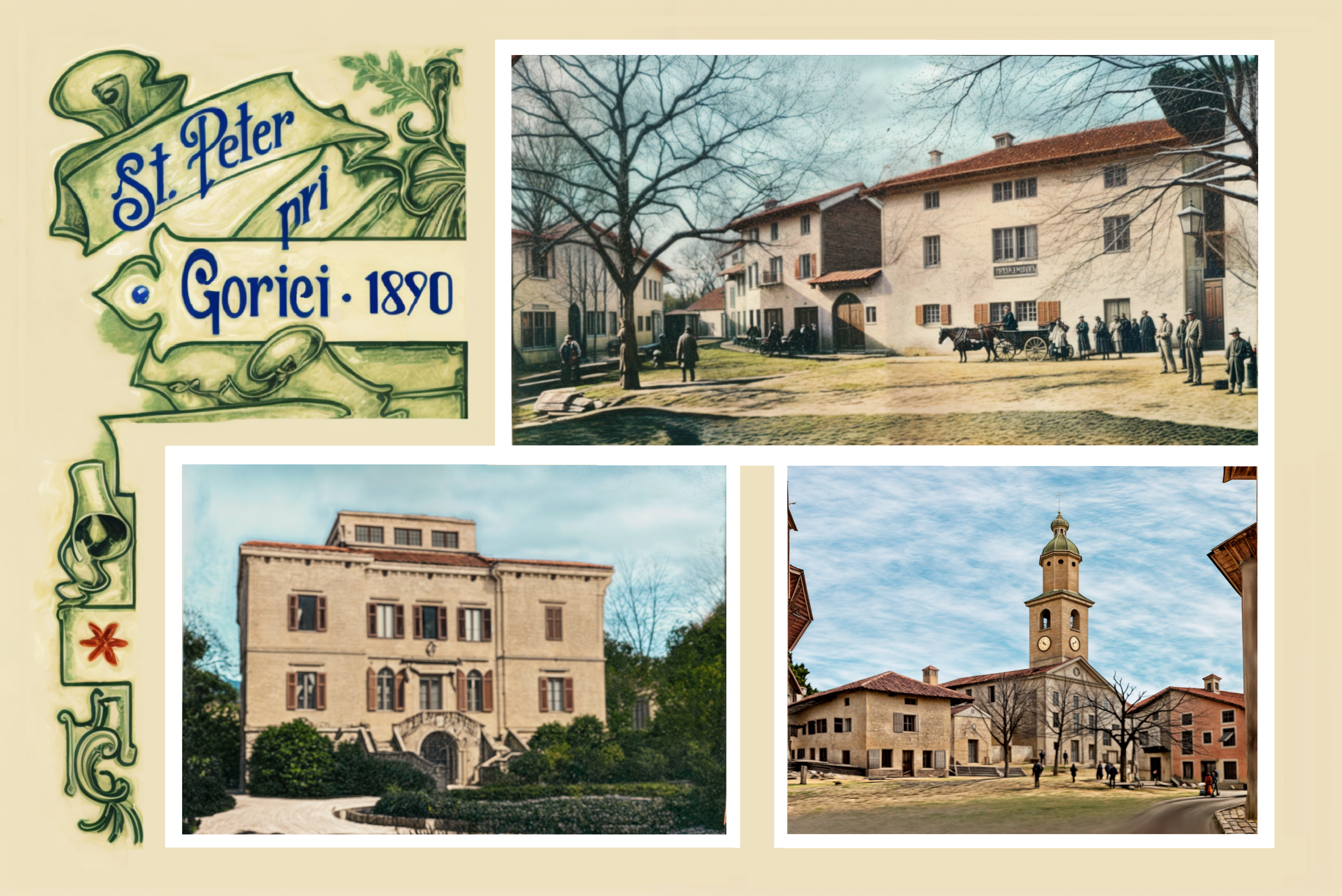
Immagini di San Pietro di Gorizia prima della sua distruzione avvenuta nella Grande Guerra. La cartolina è tratta da un originale visibile nella Biblioteca Digitale di Lubiana (http://www.dlib.si/). Vi si nota il vecchio centro con la locanda e il vetturale, la villa Coronini e la piazza del paese con l'antica pieve.

Col Congresso di Vienna nel 1815 rientrò in mano austriaca nel Regno d'Illiria come comune catastale autonomo che in seguito si allargò, inglobando, fino al 1850, anche Vertoiba, Voghersca e Prevacina; il comune passò in seguito sotto il profilo amministrativo al Litorale austriaco nel 1849 ma senza più Voghersca e Prevacina dal 1850, ma comprendente ancora Vertoiba (che diverrà invece comune autonomo nel 1866). Rispetto ai confini dell'attuale insediamento, il comune di San Pietro (S. Peter, Šv. Peter o Sempeter) includeva inoltre una parte dell'insediamento di Ovčjadraga (oggi Volčia Draga). Al 1860 risale la Villa Coronini al centro dell'insediamento, posseduta dal conte Francesco Coronini che nel 1866 divenne anche sindaco del comune; leggermente più a nord, ai piedi del colle San Marco, si trova invece il maniero Maffei (gradič Mafejšče) costruito all'inizio del diciottesimo secolo e che fu anch'esso di proprietà dei Coronini.
Durante la prima guerra mondiale fu luogo di scontro tra le truppe italiane e quelle austro-ungariche, in particolar modo alla fine della Sesta battaglia dell'Isonzo (le truppe italiane riuscirono a lambire le pendici del Monte San Marco e leggermente più a sud la Brigata Pavia raggiunse l'abitato di Vertoiba ma non superò le alture del Sober subito ad est), della Settima (usato immediatamente dagli italiani come trincea, il 14 settembre il torrente Vertoibizza straripò e travolse i loro ricoveri e munizioni, esponendoli maggiormente al tiro nemico) dell'Ottava (il 10 ottobre 1916 le truppe della 12ª Divisione italiana s'impadronirono della quota 95/Na Pristavi poco a sud della ferrovia, mentre quelle della 11ª raggiunsero il costone del Sober), della Nona (il 1º novembre 1916 le truppe italiane del XXVI Corpo d'armata e dell'VIII riuscirono ad occupare rispettivamente l'altura di quota 171 di San Marco e quella di 123 nord di Sober, dopo qualche giorno però subito evacuata) nell'inutile tentativo da parte italiana di occupare la cima (quota 227) del Monte San Marco.
Tra il novembre 1916 e il maggio 1917 i genieri austro-ungarici, potenziando la loro struttura difensiva, riuscirono a costruire un fascio di linee che, una volta sceso dal San Marco, si apriva a ventaglio in una serie di compartimenti trincerati fino a Raccogliano e Biglia che bloccarono poi ogni velleità di attacco italiano nelle successive Decima ed Undicesima battaglia dell'Isonzo.
Dopo la prima guerra mondiale fu annesso al Regno d’Italia e venne inquadrato nella Provincia del Friuli come comune autonomo; nel 1923 il nome del paese venne modificato ufficialmente in San Pietro di Gorizia; nel 1927 venne assorbito dal comune di Gorizia entrando a far parte della ricostituita provincia di Gorizia. In tale periodo fu attivata la linea 2 della rete tranviaria di Gorizia, attiva fino al 1935, che aveva a San Pietro il proprio capolinea orientale, presso l'attuale autostazione nelle adiacenze dell'hotel Lipa.
Il territorio di San Pietro fu soggetto alla Zona d'operazioni del Litorale adriatico (OZAK) tra il settembre 1943 e il maggio 1945 e tra il giugno 1945 e il 1947, trovandosi a ovest della Linea Morgan, fece parte della Zona A della Venezia Giulia sotto il controllo Britannico-Americano del Governo Militare Alleato (AMG). Nel 1947 col Trattato di Parigi passò alla Jugoslavia e quindi nel 1991 alla Slovenia. Nel 1998 riacquisì la propria autonomia municipale, costituendo un nuovo comune assieme al vicino insediamento di Vertoiba.